# Danielle Castaño
Danielle Kirsten Muriel Castaño, née le 21 août 1989, est une reine de beauté et actrice philippino-américaine. Elle a représenté les Philippines lors du concours Miss Monde 2008 après s'être classée dans les premières places du concours Binibining Pilipinas 2008.   
Castaño est né et a grandi à Glendale en Californie, et a ensuite déménagé à Manille. Elle a terminé ses études secondaires à Herbert Hoover High School en Californie où elle faisait également partie de l'équipe d'athlétisme et de cross-country. 
En 2012, Danielle Castaño a participé à la première saison de la série de compétition de téléréalité The Amazing Race Philippines. 